# Esplanaden, Mörbylånga
Esplanaden är en gata i Mörbylånga på södra Öland som sträcker sig från havet vid Skansen in mot land i omkring en kilometer innan den slutar vid Trollhättevägen.
Stadsplaneringsmässigt har gatan en intressant historia. Gatan planerades i slutet av 1800-talet då Mörbylånga blivit en köping. De styrande i Mörbylånga såg framför sig hur köpingen skulle utvecklas till att få stadsrättigheter likt Borgholm och planerade för att ge köpingen ett så stadsmässigt utseende som möjligt. Gatorna byggdes vinkelräta och i tidens anda anlades en esplanad som skulle vara den blivande stadens paradgata. Två körbanor med en trädrad i mitten anlades.
Utvecklingen kom dock att missgynna Mörbylånga och utvecklingen för Esplanaden i synnerhet. När järnvägen drogs till samhället och ett sockerbruk anlades i köpingen 1910 hamnade stationen inte vid esplanaden utan norr om densamma, och istället blev Köpmangatan den ledande affärsgatan i samhället. Köpmangatan övertog så småningom funktionen som infartsväg från ön till samhället. Den långsamma tillväxten för Mörbylånga som köping gjorde att man aldrig fick några stadsrättigheter och att Esplanaden i verkligheten helt kom att överflyglas och aldrig få de framträdande funktioner gatan en gång var avsedd för. 